# 츠카모토 신야
쓰카모토 신야(일본어: 塚本 晋也, 1960년 1월 1일 ~)는 일본의 영화 감독이자 배우이다. 도쿄도 출신이며, 니혼 대학 예술 학부를 졸업했다.

## 감독 작품
- 1989년 《철남》
- 1999년 《쌍생아》
- 2004년 《바이탈》
- 2007년 《악몽탐정》
- 2008년 《악몽탐정 2》
- 2011년 《테츠오: 총알사나이》
- 2012년 《코토코》
- 2023년 《섀도우 오브 파이어》

## 출연

### 영화
- 2004년 《사랑의 문》
- 2023년 《신 가면라이더》 - 미도리카와 히로시 역

### 드라마
- 2007년 《섹시 보이스 앤 로보》
- 2010년 《게게게의 여보》
- 2019년 《이다텐~도쿄 올림픽 이야기~》- 소에지마 미치마사 역